# 메콩강 삼각주

메콩강 삼각주의 위치

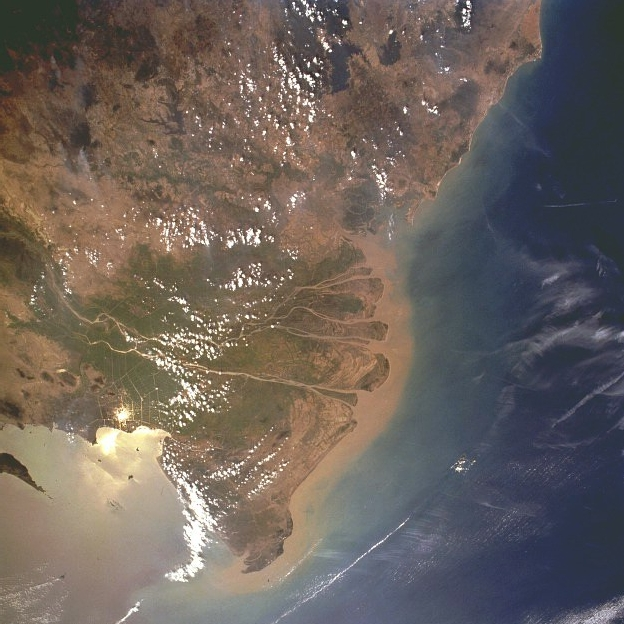
메콩강 삼각주 인공 위성 사진

메콩 삼각주(베트남어: đồng bằng sông Cửu Long 동방송끄우롱[*], 영어: Mekong Delta, 九龍江三角洲)는 베트남을 구성하는 지방중 하나이며, 베트남의 남부에 있다. 또한 메콩강 하류의 삼각주를 가리키기도 한다. 메콩 델타라고도 한다.

## 지리
메콩 델타에는 중앙 직할시 껀터와 12개의 성이 속해 있다.

### 성
| 순서 | 성(한국어) | 성(베트남어) | 지역 인구 | 인구(2019) | 인구밀도 |
| ---- | ---------- | ------------ | --------- | ---------- | -------- |
| 1    | 껀터       | Cần Thơ      | 1,401.6   | 1,282,300  | 813.3    |
| 2    | 안장성     | An Giang     | 3,536.8   | 2,412,777  | 625.0    |
| 3    | 박리에우성 | Bạc Liêu     | 2,526.1   | 978,695    | 317.4    |
| 4    | 벤째성     | Bến Tre      | 2,395.1   | 1,624,300  | 317.4    |
| 5    | 까마우성   | Cà Mau       | 5,331.7   | 1,421,200  | 231.1    |
| 6    | 동탑성     | Đồng Tháp    | 3,384     | 2,477,300  | 494.0    |
| 7    | 허우장성   | Hậu Giang    | 1622.2    | 974,126    | 494.0    |
| 8    | 끼엔장성   | Kiên Giang   | 6299.3    | 2,108,700  | 265.4    |
| 9    | 롱안성     | Long An      | 4493.8    | 2,003,100  | 316.7    |
| 10   | 속짱성     | Sóc Trăng    | 3223.3    | 1,621,200  | 385.3    |
| 11   | 띠엔장성   | Tiền Giang   | 2511.2    | 1,933,400  | 691.3    |
| 12   | 짜빈성     | Trà Vinh     | 2358.1    | 1,285,800  | 451.7    |
| 13   | 빈롱성     | Vĩnh Long    | 1527.1    | 1,142,000  | 714.6    |

## 주요 도시
메콩 델타에서 가장 유명한 지역은 호찌민시 근처의 미토와 까이베이다. 그런 다음 중심으로 가면 빈롱, 사덱, 직할시 껀터가 있다.

## 같이 보기
- 메콩강
- 홍강 삼각주
- 베트남의 행정 구역
- 베트남 북부 지방